# Canadair
Canadair war ein kanadischer Flugzeughersteller mit Sitz in Montreal.
Das Unternehmen war zeitweise in Staatsbesitz und ist seit 1986 Teil von Bombardier Aerospace.

## Geschichte

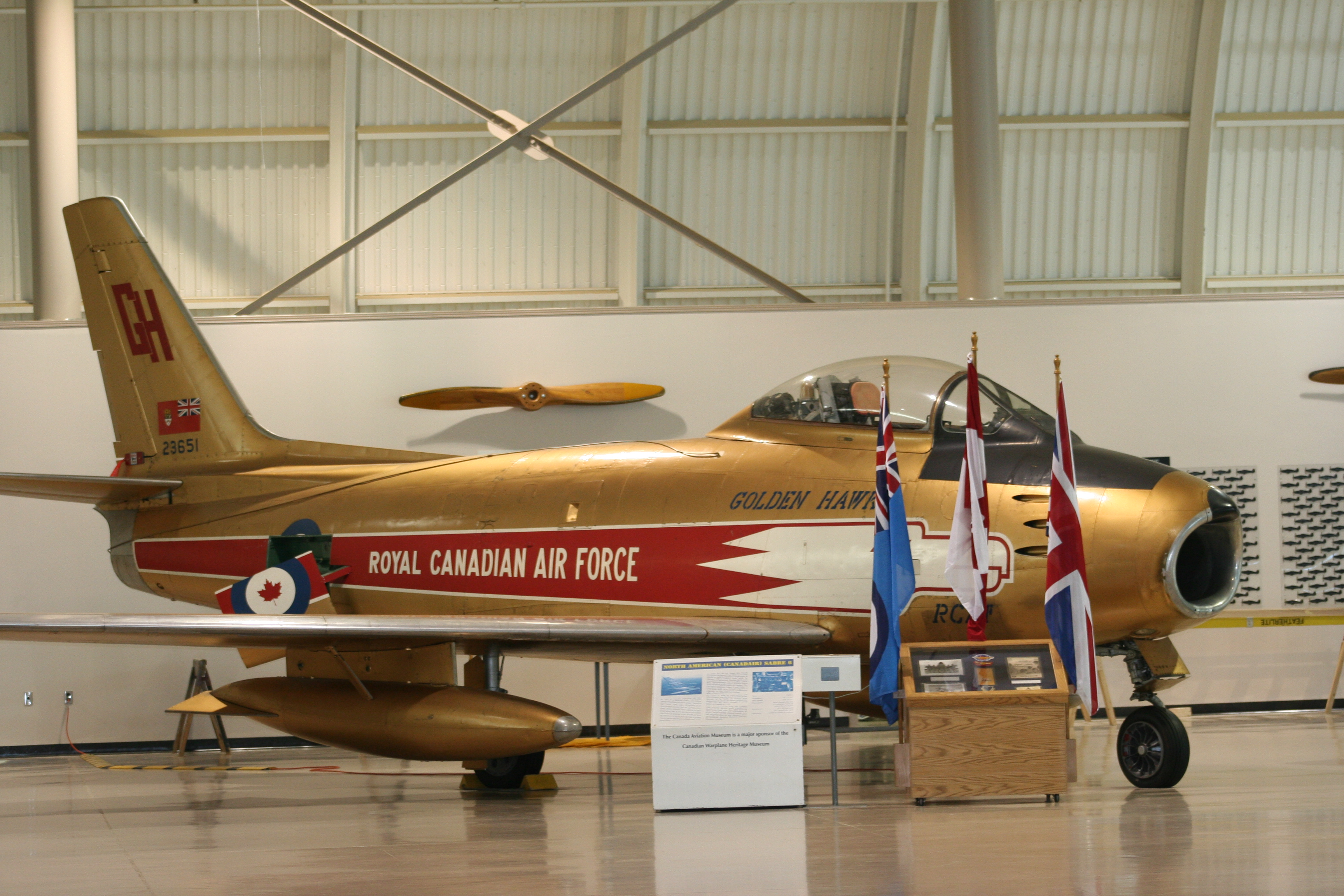
Canadair Sabre des Canadian Warplane Heritage Museum, Mount Hope, Ontario

Canadair wurde am 11. November 1944 durch die kanadische Regierung gegründet und übernahm die Produktionsstätten von Canadian Vickers in Saint-Laurent nahe Montreal. Zunächst wurden PBY Canso-Flugboote für die kanadische Luftwaffe gebaut. Ab 1946 entstanden außerdem verbesserte Douglas DC-4-Modelle, die Canadair DC-4M «North Star» mit Rolls-Royce Merlin-Motoren. Zusätzlich sicherte sich das Unternehmen Rechte an der Douglas DC-3/C-47.
1946 erwarb Electric Boat eine Mehrheitsbeteiligung an Canadair. Beide Gesellschaften schlossen sich 1952 zu General Dynamics (GD) zusammen. 1954 übernahm GD Consolidated Vultee Aircraft Corporation und wandelte Canadair in ein Tochterunternehmen um.
1976 wurde Canadair durch die kanadische Regierung verstaatlicht. 1986 erfolgte der Verkauf an Bombardier. Das Unternehmen wurde zum Herzstück von Bombardier Aerospace.
Seit dieser Übernahme produziert das Unternehmen Geschäftsreisejets und Regionalverkehrsflugzeuge des Typs CRJ. Mittlerweile wurde die Marke Canadair aufgegeben, alle Neuentwicklungen werden unter dem Namen Bombardier vertrieben.
Im französischen Sprachgebrauch wird „Canadair“ als generischer Gattungsbegriff (→ Deonomastik) für Löschflugzeuge verwendet, ebenso im Kroatischen der Begriff „Kanader“.

## Produkte
Canadair hat eine Reihe von Pionierleistungen vorzuweisen. Bei der CL-44D, auf der Bristol Britannia aufbauend, konnte erstmals der hintere Rumpf komplett weggeklappt werden, um die Beladung zu erleichtern. Die CL-89 und die CL-289 waren die ersten in Dienst gestellten Aufklärungsdrohnen. Die CL-84 war ein Senkrechtstarter (VTOL) mit Kippflügeln, und die CL-215 war das erste Löschflugzeug, das Löschwasser im Flug von größeren Wasserflächen aufnehmen kann, ohne zu landen, mehrere tausend Liter in 10 Sekunden. Frankreich verfügt über 2 Dutzend dieser Maschinen. Im Französischen steht der Markenname canadair allein für diese Art von Löschflugzeugen.
Canadair war auch in anderen Geschäftsfeldern aktiv. Das Tochterunternehmen „Canarch“ entwarf und produzierte Fassadensysteme, aber auch Leitstände für Kontrolltürme der US-Flugsicherung FAA. Außerdem entwarf man Ketten- und Luftkissenfahrzeuge, von denen dann nur wenige gebaut wurden.
| Flugzeuge                                                                                    | Beschreibung                   | Besatzung              | Sitze       | Erstflug | Erstauslieferung | Produktionsende                     |
| -------------------------------------------------------------------------------------------- | ------------------------------ | ---------------------- | ----------- | -------- | ---------------- | ----------------------------------- |
| North Star/Argonaut/C-4/C-5 (Weiterentwicklung der Douglas DC-4)                             | Transport- / Passagierflugzeug | 2                      | 52          | 1946     | 1948             |                                     |
| Canadair Sabre (CL-13) Lizenzbau North American F-86 Sabre                                   | Kampfflugzeug                  | 1                      |             | 1950     | 1950             | 1958                                |
| Canadair T-33 Shooting Star (CL-30) Lizenzbau Lockheed T-33 Shooting Star                    | Trainer / ECM / Aufklärer      | 2                      |             | 1952     | 1952             |                                     |
| CL-66 / Cosmopolitan modifizierte Convair CV-540                                             | Transporter                    | 2                      | 52          | 1959     |                  |                                     |
| Canadair F-104 / Starfighter (CL-90) Lizenzbau Lockheed F-104 Starfighter                    | Kampfflugzeug/Trainer          | 1-2                    |             | 1962     | 1962             |                                     |
| Canadair CL-89, CL-227 und CL-289                                                            | Aufklärungsdrohnen             | keine                  |             | 1964     | 1969             |                                     |
| CL-215                                                                                       | Löschflugzeug                  | 2                      |             | 1967     | 1969             |                                     |
| Canadair CF-5, CF-116 Lizenzbau Northrop F-5 Freedom Fighter Unternehmensbezeichnung CL-219. | Kampfflugzeug                  | 1-2                    |             | 1968     |                  |                                     |
| Canadair CL-415                                                                              | Löschflugzeug                  | 2                      |             | 1993     | 1994             |                                     |
| Challenger (300/600/800)                                                                     | Businessjet                    | 2                      | 8-19        | 1980     | 1986             |                                     |
| CRJ-100, -200, -600 and -700 series                                                          | Transporter/Regionalflugzeug   | 2 (plus Flugbegleiter) | 50-90       | 1991     | 1992             |                                     |
| Bombardier BRJX                                                                              | Transporter/Regionalflugzeug   | 2 (plus Flugbegleiter) | 80-120      |          |                  |                                     |
| Canadair CL-227 / Sentinel                                                                   | ferngelenkte Drohne            | keine                  |             | 1980     |                  |                                     |
| Canadair CL-28 / Argus                                                                       | Seeaufklärer                   | 5 (plus 4 Reserve)     |             | 1957     | 1980             |                                     |
| Canadair CL-41 / Tutor                                                                       | Trainer                        | 2                      |             | 1960     |                  |                                     |
| Canadair CL-84 / Dynavert                                                                    | Senkrechtstarter               | 2                      | 15 Soldaten | 1965     |                  | Ende 1960er – keine Serienfertigung |
| Canadair CL-44 / CC-106 Yukon                                                                | Transporter                    | 9                      | 134         | 1959     | 1960             |                                     |